# 鹿斑偽大眼鯛
鹿斑偽大眼鮋，為輻鰭魚綱鮋形目鮋亞目鮋科的其中一種，為深海魚類，分布於西大西洋美國墨西哥灣北部至委內瑞拉海域，棲息深度350-480公尺，體長可達10公分，棲息在底層水域，生活習性不明。

## 扩展阅读
維基物種上的相關：鹿斑偽大眼鮋